# Griffith Peak
Griffith Peak är en bergstopp i Antarktis. Den ligger i Västantarktis. Inget land gör anspråk på området. Toppen på Griffith Peak är 1 800 meter över havet, eller 215 meter över den omgivande terrängen. Bredden vid basen är 1,3 km.
Terrängen runt Griffith Peak är kuperad norrut, men söderut är den platt. Trakten är obefolkad. Det finns inga samhällen i närheten. 